# 鷲尾直廣
鷲尾直广（1972年2月10日—），日本新潟县人，毕业于东京设计学院，是一名机械设计师。主要作品有《苍穹之法芙娜EXODUS》、《 高达创形者》、《机动战士高达 铁血的孤儿》、《机动战士高达00》、《剧场版 机动战士高达00 -A wakening of the Trailblazer-》等。